# Balansiopsis gaduae
Balansiopsis gaduae är en svampart som först beskrevs av Heinrich Rehm, och fick sitt nu gällande namn av Franz Xaver von Höhnel 1910. Balansiopsis gaduae ingår i släktet Balansiopsis och familjen Clavicipitaceae.   Inga underarter finns listade i Catalogue of Life.